# Zaak-Jacques Georgin

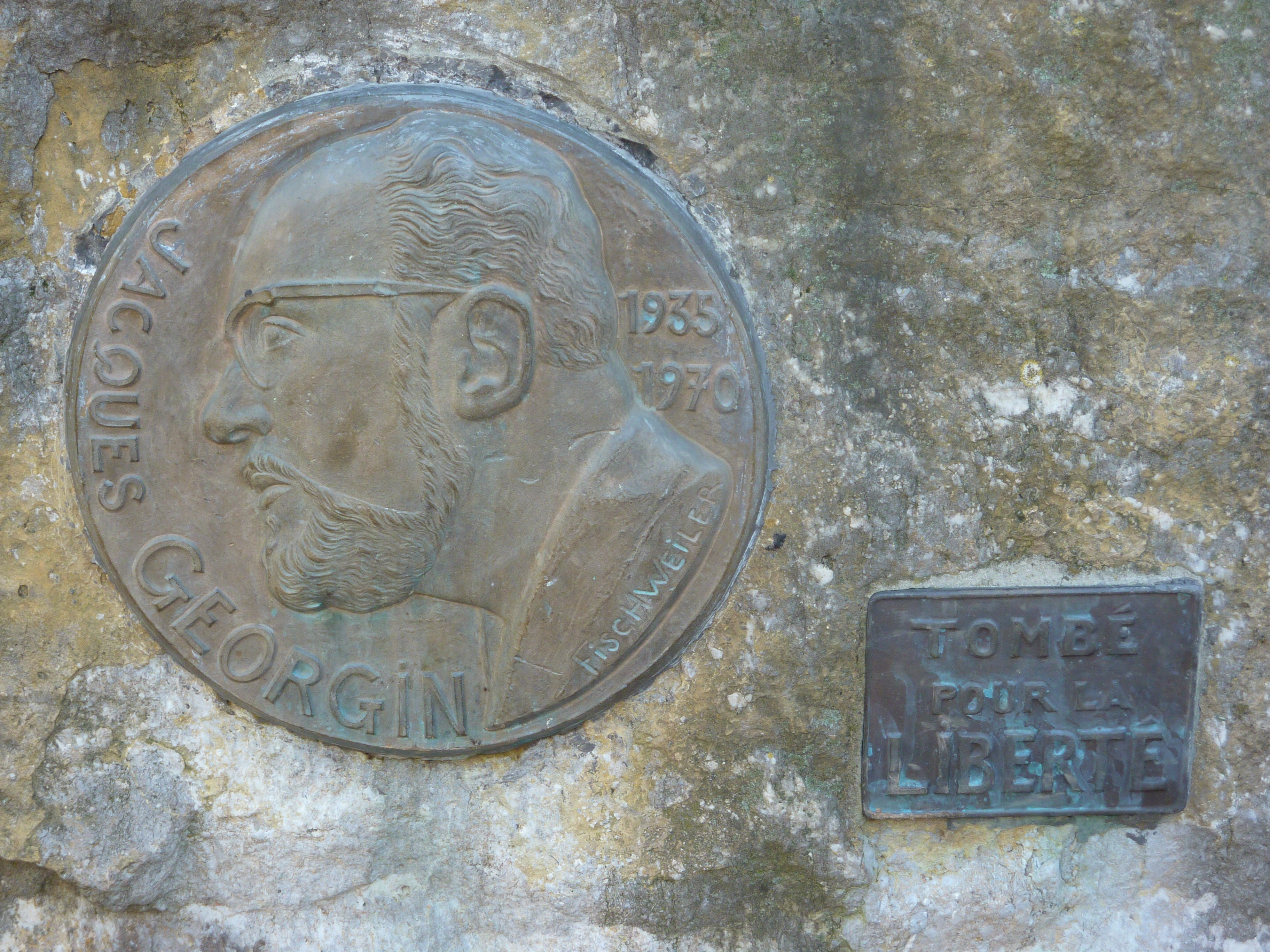
Herdenkingsmonument in de Huart Hamoirlaan, Brussel : bronzen medaillon met profiel van Jacques Georgin, (beeldhouwer Gustave Fischweiler)

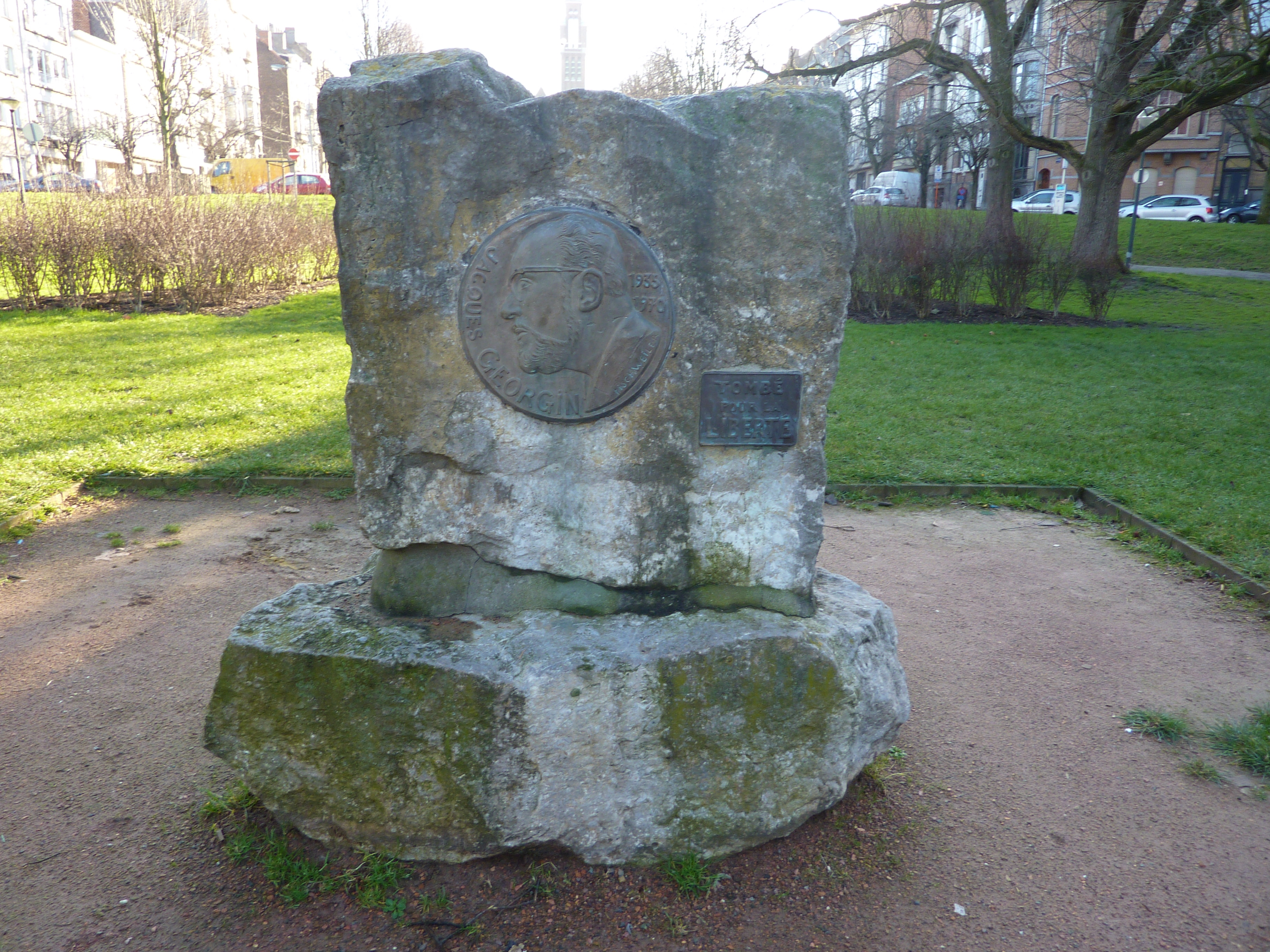
In memoriam : Jacques Georgin (1935-1970), Brussel

De zaak-Jacques Georgin  is een Belgische politieke moordzaak. Het betreft de dood van de FDF'er Jacques Georgin op 12 september 1970. Terwijl hij samen met drie collega-militanten van het FDF affiches plakte, werd hij aangevallen door negen leden van de Vlaamse Militanten Organisatie, de latere Vlaamse Militanten Orde, een extreemrechtse Vlaamse actiegroep. 
In het Franstalig landsgedeelte van België werd, naar aanleiding van deze zaak, het Studiecentrum Jacques Georgin opgericht.   Binnen het FDF is dit studiecentrum gewijd aan maatschappelijk-politieke vraagstukken en aan de mensenrechten.  In Vlaanderen leidde de rechtszaak, die in maart 1978 te Brussel werd gehouden, tot de ondergang van de Vlaamse Militanten Orde vanaf het einde van de jaren '70 en definitief op  4 mei 1981.   

## Jacques Georgin
Jacques Georgin werd geboren te Etterbeek op 15 september 1935 en werd op 12 september 1970 te Laken doodgeslagen.   Hij studeerde romaanse filologie aan de ULB en werd eerst leraar aan het Koninklijk Atheneum van Sint-Joost-ten-Noode. Later werd hij docent aan l’Institut supérieur de l’État. Politiek gezien was hij lid van het MPW, een organisatie binnen de Waalse Beweging. Hij was eveneens secretaris van de Lakense sectie van het Front démocratique des francophones, een Belgische politieke partij.

## Feiten
In de nacht van vrijdag 11 september op zaterdag 12 september 1970, omstreeks 1 uur, werden Jacques Georgin en drie van diens collega-militanten aangevallen terwijl zij in de Houba-de Strooperlaan voor het FDF verkiezingsaffiches aan het plakken waren in aanloop naar de gemeenteraadsverkiezingen van 11 oktober 1970.  Gewapend met tafelpoten stapten negen mannen uit een camionette.  Deze negen waren eveneens afficheplakkers, maar dan van de Volksunie,  waarvan enkelen lid waren van de Vlaamse Militanten Organisatie (later afgekort tot VMO), een extreemrechtse Vlaamse actiegroep.  De camionette hield halt ter hoogte van Jacques Georgin en isoleerde hem van zijn vrienden.   Vervolgens werd hij met de tafelpoten geslagen en werden zijn drie kameraden, die hem te hulp kwamen, op afstand gehouden en daarbij eveneens fysiek zwaar gekwetst.  Zodoende kon het afranselen van de geïsoleerde Jacques Georgin doorgaan.   Bij hun vertrek riepen de aanvallers: "vanwege de VMO".  Terwijl zijn vrienden fysiek ernstig gekwetst waren, kon Jacques Georgin zich tot in een nabijgelegen herberg slepen, waar hij een glas water vroeg.  Op dat moment is hij overleden aan een hartinfarct.  De nabestaanden van Jacques Georgin : Françoise Georgin-Couder, zijn echtgenote, Jehanne Georgin, zijn dochter, Thibaut Georgin, zijn zoon, alsook Jeanne Tassin, zijn grootmoeder. Jacques Georgin werd op vrijdag 18 september 1970 ten grave gedragen op het kerkhof van Stavelot.
De negen mannen van het aanvallend commando werden nog diezelfde nacht aangehouden. In 1971 vond er een eerste rechtszaak plaats voor de correctionele rechtbank van eerste aanleg.   Doch de advocaten van de VMO slaagden erin de zaak te vertragen, zodat er uiteindelijk pas na  maart 1978 een uitspraak volgde bij het hof van beroep te Brussel.  Het vonnis luidde doodslag zonder voorbedachten rade, met  gevangenisstraffen gaande van drie maanden tot een jaar met uitstel en een geldelijke boete van twee miljoen Belgische frank als schadevergoeding aan de weduwe en de kinderen van Jacques Georgin.
Reeds in 1971, ten gevolge van de rechtszaak, besliste de voorzitter van de Vlaamse Militanten Organisatie, Bob Maes (een collaborateur van 1940-1945), deze organisatie te ontbinden teneinde haar leden te beschermen tegen verdere gerechtelijke en financiële gevolgen.  Doch de organisatie werd van 1972 tot 1980 voortgezet onder een licht gewijzigde benaming: de Vlaamse Militanten Orde, afgekort VMO.   De acties van de Vlaamse Militanten Orde werden in de jaren '70 meer en meer gewelddadig : vernielingen, brandbomaanslagen en bestormingen van woningen van zowel gastarbeiders als van Walen.  Op 4 mei 1981 werd de VMO veroordeeld als verboden privémilitie met geweldplegingen, ontvoering en afranseling, illegaal wapenbezit en aanslagen op haar actief. Vanaf mei 1981 werd de organisatie door de Belgische justitie definitief ontbonden zijnde extreem gevaarlijk.  
Een van de aanvallers van 12 september 1970 was Roger Van Ransbeeck, die samen met zijn advokaat Piet De Pauw een nieuwe actiegroep oprichtte, het vanaf 1972 genoemde Taal Aktie Komitee. Een andere op 12 september 1970 aanwezige VMO-militant, Roeland Van Walleghem, werd in 1991 senator voor het Vlaams Blok.
In Schaarbeek draagt een straat de naam van de doodgeslagen FDF'er, de Jacques Georginlaan.

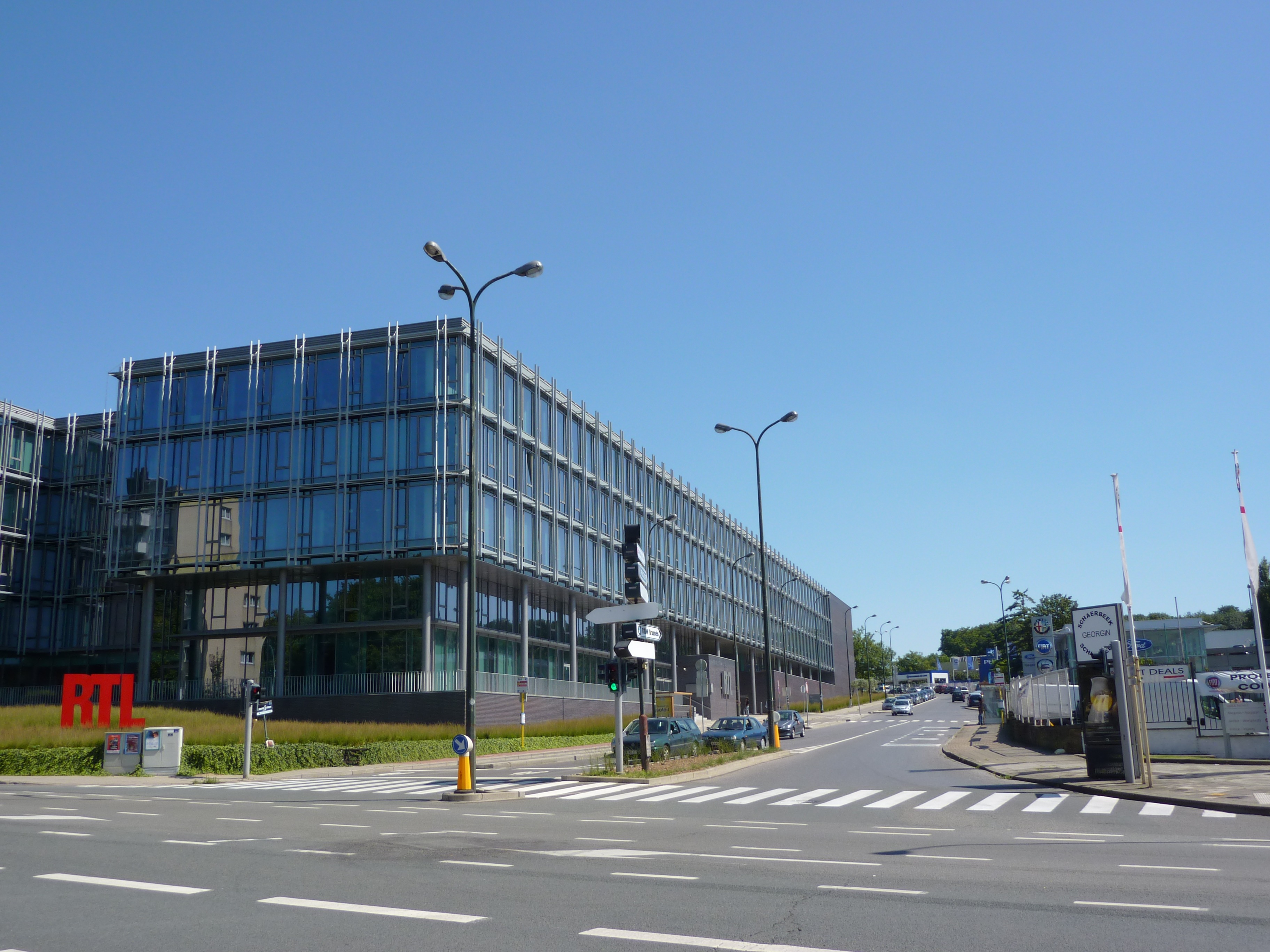
avenue Jacques Georgin, Schaerbeek